# ルコウソウ
ルコウソウ（縷紅草、留紅草、学名：Ipomoea quamoclit）は、ヒルガオ科サツマイモ属のつる性多年草である。蔦蘿とも呼ぶ。

## 特徴
原産はメキシコであり、本来は多年草だが寒さに弱く、日本では冬になり気温が下がると枯れてしまうために園芸では春蒔きの一年草として扱われる。ただし、熱帯地方では野生化する。
葉はシダのように細かく分かれ、茎は細く、他物にからむ。夏には星型で直径2cmほどの花が咲く。花色は白色、赤色、ピンク色などが一般的である。

## 近縁種
近縁な種として、マルバルコウ（Quamoclit coccinea (L.) Moench）や、ルコウソウとマルバルコウの交配種に当たるハゴロモルコウソウ（Quamoclit x sloteri House.）などがある。ルコウソウと異なる点は花の色がオレンジ色に近いことと、葉の形状である（マルバルコウは多角形的なハート型、ハゴロモルコウソウはルコウソウとマルバルコウの中間形）。

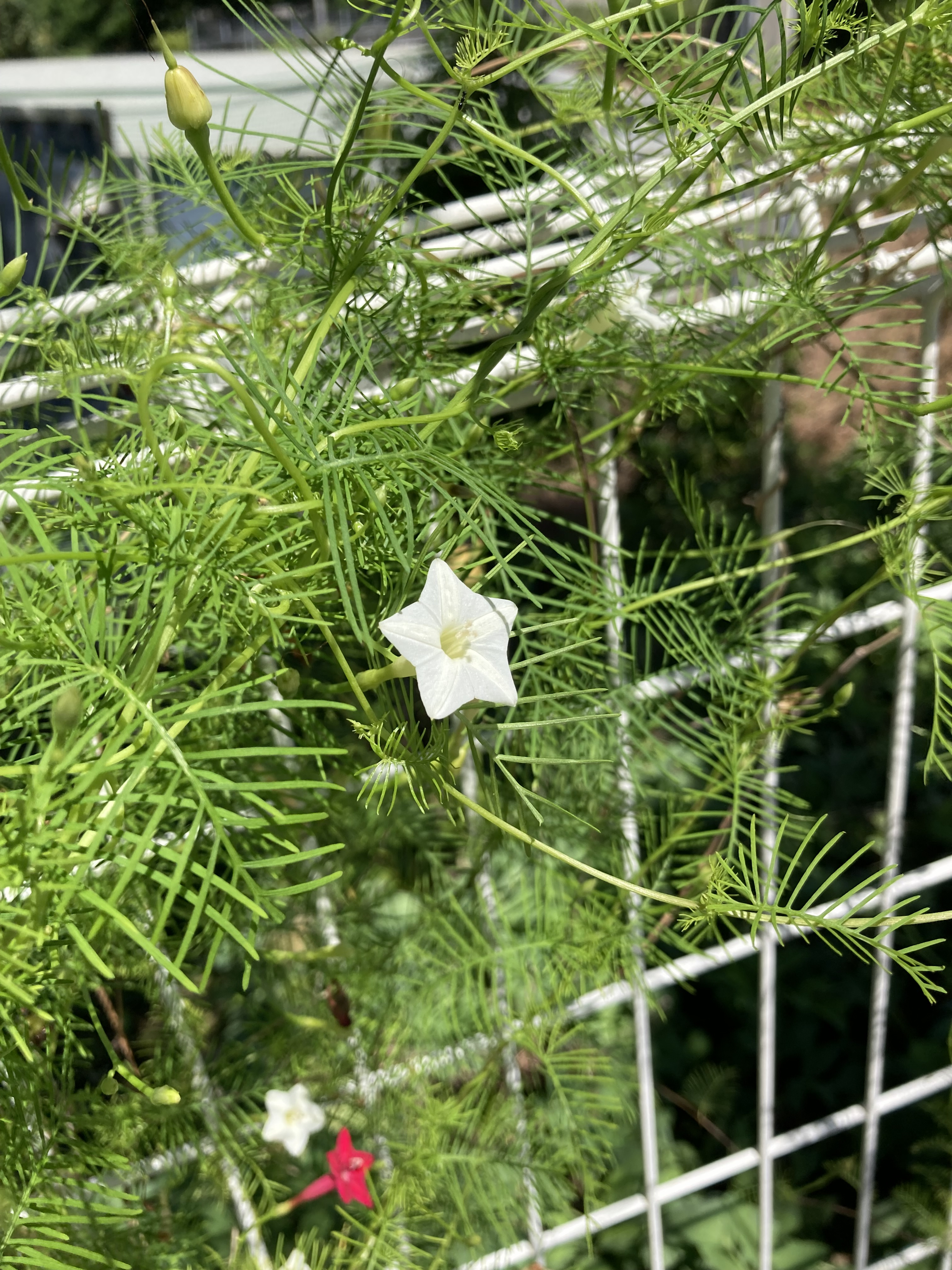
ルコウソウ（白花）

## 栽培方法
一般的にはアサガオの栽培に準じて行えば失敗は少ない。種の発芽温度は20 -25°C程度なので、十分に温度が保てない場合は十分に気温が上がる季節に蒔くのが良い。短日処理をしていない場合、開花は秋になってからになるので、寒冷地では開花前に霜が降りて枯れてしまうことがある。冬でも20度程度を保てば枯れずに開花する。